# Liste de documentaires québécois
 (août 2020).
La mise en forme du texte ne suit pas les recommandations de Wikipédia : il faut le « wikifier ».
Les points d'amélioration suivants sont les cas les plus fréquents. Le détail des points à revoir est peut-être précisé sur la page de discussion.
- Les titres sont pré-formatés par le logiciel. Ils ne sont ni en capitales, ni en gras.
- Le texte ne doit pas être écrit en capitales (les noms de famille non plus), ni en gras, ni en italique, ni en « petit »…
- Le gras n'est utilisé que pour surligner le titre de l'article dans l'introduction, une seule fois.
- L'italique est rarement utilisé : mots en langue étrangère, titres d'œuvres, noms de bateaux, etc.
- Les citations ne sont pas en italique mais en corps de texte normal. Elles sont entourées par des guillemets français : « et ».
- Les listes à puces sont à éviter, des paragraphes rédigés étant largement préférés. Les tableaux sont à réserver à la présentation de données structurées (résultats, etc.).
- Les appels de note de bas de page (petits chiffres en exposant, introduits par l'outil «  Source ») sont à placer entre la fin de phrase et le point final[comme ça].
- Les liens internes (vers d'autres articles de Wikipédia) sont à choisir avec parcimonie. Créez des liens vers des articles approfondissant le sujet. Les termes génériques sans rapport avec le sujet sont à éviter, ainsi que les répétitions de liens vers un même terme.
- Les liens externes sont à placer uniquement dans une section « Liens externes », à la fin de l'article. Ces liens sont à choisir avec parcimonie suivant les règles définies. Si un lien sert de source à l'article, son insertion dans le texte est à faire par les notes de bas de page.
- La présentation des références doit suivre les conventions bibliographiques. Il est recommandé d'utiliser les modèles {{Ouvrage}}, {{Chapitre}}, {{Article}}, {{Lien web}} et/ou {{Bibliographie}}. Le mode d'édition visuel peut mettre en forme automatiquement les références.
- Insérer une infobox (cadre d'informations à droite) n'est pas obligatoire pour parachever la mise en page.

Pour une aide détaillée, merci de consulter Aide:Wikification.
Si vous pensez que ces points ont été résolus, vous pouvez retirer ce bandeau et améliorer la mise en forme d'un autre article.
Vous trouverez ci-dessous une liste de longs métrages documentaires québécois.

## Avant 1970
| Film                                             | Réalisateur(s)                 | Sujet                               |
| ------------------------------------------------ | ------------------------------ | ----------------------------------- |
| 1937                                             |                                |                                     |
| En pays neufs                                    | Maurice Proulx                 |                                     |
| 1939                                             |                                |                                     |
| En pays pittoresque                              | Maurice Proulx                 |                                     |
| 1947                                             |                                |                                     |
| Congrès marial d'Ottawa                          | Maurice Proulx                 | Congrès marial d'Ottawa de 1947     |
| 1948                                             |                                |                                     |
| La République des as                             | Yvon Allard, Blondin Dubé      |                                     |
| 1958                                             |                                |                                     |
| Les Raquetteurs                                  | Michel Brault, Gilles Groulx,  |                                     |
| 1960                                             |                                |                                     |
| Les 90 jours                                     | Louis Portugais                |                                     |
| Film politique de Roméo Lorrain                  | Maurice Proulx                 | Roméo Lorrain                       |
| 1962                                             |                                |                                     |
| À Saint-Henri le cinq septembre                  | Hubert Aquin                   |                                     |
| 1963                                             |                                |                                     |
| Pour la suite du monde                           | Michel Brault, Pierre Perrault | L'Isle-aux-Coudres                  |
| 1966                                             |                                |                                     |
| Comment savoir...                                | Claude Jutra                   | La technologie                      |
| 1967                                             |                                |                                     |
| Le Règne du jour                                 | Pierre Perrault                |                                     |
| 1968                                             |                                |                                     |
| Les Acadiens de la dispersion                    | Léonard Forest                 | La déportation des Acadiens         |
| Christopher's Movie Matinee                      | Mort Ransen                    |                                     |
| De mère en fille                                 | Anne Claire Poirier            | La grossesse                        |
| Le Dossier Nelligan                              | Claude Fournier                |                                     |
| Nominingue... depuis qu'il existe                | Jacques Leduc                  |                                     |
| St-Jérôme                                        | Fernand Dansereau              | Saint-Jérôme                        |
| Les Voitures d'eau                               | Pierre Perrault                | L'Isle-aux-Coudres                  |
| 1969                                             |                                |                                     |
| À force d'homme                                  | Michel Audy                    |                                     |
| A Matter of Fat                                  | William Weintraub              |                                     |
| À soir on fait peur au monde                     | Jean Dansereau                 | Robert Charlebois                   |
| L'École des autres                               | Michel Régnier                 | Projet d'action sociale et scolaire |
| Situation du théâtre au Québec                   | Jacques Gagné                  |                                     |
| Tout le temps, tout le temps, tout le temps... ? | Fernand Dansereau              | La famille québécoise à Montréal    |

## 1970-1979
- 1970 : On est au coton de Denys Arcand
- 1970 : Un Pays sans bon sens ! de Pierre Perrault (117 min)
- 1970 : Un entretien sur la mécanologie (75 min)
- 1970 : La Nuit de la poésie 27 mars 1970 de Jean-Claude Labrecque et Jean-Pierre Masse (111 min)
- 1970 : Le Monde de la danse de Jacques Laliberté (63 min)
- 1971 : L'Acadie, L'Acadie de Pierre Perrault (117 min)
- 1971 : Renée en Europe de Charles-Émile Tremblay (60 min)
- 1972 : Un enfant comme les autres de Denis Héroux (88 min)
- 1972 : Québec : Duplessis et après... de Denys Arcand (121 min)
- 1972 : L'Infonie inachevée de Roger Frappier (85 min)
- 1972 : La Maudite Galette de Denys Arcand
- 1973 : 24 heures ou plus de Gilles Groulx (113 min)
- 1973 : La Leçon des mongoliens de Michel Moreau (75 min)
- 1973 : De défaite en défaite jusqu'à la victoire de Jocelyne Laforce et Réal Morrissette  (61 min)
- 1973 : Toni, Randi and Marie de Ron Hallis (60 min)
- 1973 : Skid Row Culture de Stewart Borrett (60 min)
- 1973 : Suzanne et Lucie danseuses à gogo de Richard Boutet (70 min)
- 1974 : On a raison de se révolter d'Yvan Patry (68 min)
- 1974 : Débarque-moué au lac des Vents de Michel Gauthier (72 min)
- 1974 : Madinina de Pierre Valcour (85 min)
- 1974 : Mistashipu, la grande rivière de la Moisie d'Arthur Lamothe (79 min)
- 1974 : Le Coureur des bois de J.P. Ferrandi (97 min)
- 1974 : La Nahanni de Jean Poirel (92 min)
- 1974 : Le Langage des geste de Charles Binamé (60 min)
- 1974 : Le Franc jeu, superfrancofête de Richard Lavoie (112 min)
- 1975 : Ahô... au cœur du monde primitif de Daniel Bertolino et François Floquet (91 min)
- 1975 : À la rencontre de Rina Lasnier de Michel Audy (65 min)
- 1975 : Ntesi Nana Shepen d'Arthur Lamothe (63 min)
- 1975 : Ecological Holocaust de Eric Lerner (60 min)
- 1975 : Kebeckootut de Pierre Valcour (83 min)
- 1975 : Guatemala, mayas d'hier à aujourd'hui de Jean Chartier (92 min)
- 1976 : Un royaume vous attend de Pierre Perrault (110 min)
- 1976 : La Lutte des travailleurs d'hôpitaux de Denys Arcand (27 min)
- 1976 : La Veillée des veillées de Bernard Gosselin (94 min)
- 1976 : Le Choc de la sortie de Louis Daviault (69 min)
- 1976 : Québec fête juin '75 de Claude Jutra et Jean-Claude Labrecque (65 min)
- 1976 : Deux pouces en haut de la carte de Jacques Augustin et Daniel Le Saunier (81 min)
- 1976 : La Science prodigieuse des pharaons de Denis Robert (87 min)
- 1976 : Si Québec m'était conté d'Ambroise Lafortune (86 min)
- 1976 : Jules le magnifique de Michel Moreau (73 min)
- 1976 : Belle famille de Serge Giguère et Robert Tremblay (101 min)
- 1977 : Le Goût de la farine de Pierre Perrault (108 min)
- 1977 : Arctique, défi de tous les temps de Marc Blais (105 min)
- 1977 : Un grand logement de Mario Bolduc (61 min)
- 1977 : Skid Row - Oh Say Can You Scream de Jacques Demers (61 min)
- 1977 : 15 novembre de Ronald Brault et Hugues Mignault (98 min)
- 1978 : Psi au-delà de l'occultisme de Jean-Pierre Gauthier (96 min)
- 1978 : Les Servantes du bon Dieu de Diane Létourneau (89 min)
- 1978 : Pea Soup de Pierre Falardeau et Julien Poulin (93 min)
- 1978 : La Danse avec l'aveugle de Alain D'Aix et Morgane Laliberté (75 min)
- 1978 : D'abord ménagères de Luce Guilbeault (86 min)
- 1978 : L'Énigme des soucoupes volantes de Jean-Pierre Gauthier (89 min)
- 1978 : Les Vrais Perdants d'André Melançon (93 min)
- 1979 : Enfants du Québec et alvéoles familiales de Michel Moreau (100 min)
- 1979 : Thetford - Au milieu de notre vie de Iolande Cadrin-Rossignol et Fernand Dansereau (83 min)
- 1979 : La Maladie c'est les compagnies de Richard Boutet (105 min)
- 1979 : Cap au nord de J. Pettigrew et Marie-Ève Thibault (114 min)
- 1979 : Une naissance apprivoisée de Michel Moreau (73 min)
- 1979 : Civilisations mystérieuses : Mexique précolombien (96 min)
- 1979 : Campement d'hiver où le filet est tendu d'Arthur Lamothe (101 min)
- 1979 : Ethnocide délibéré ? d'Arthur Lamothe (98 min)
- 1979 : On a été élevé dans l'eau salée d'Hugues Tremblay (72 min)

## 1980-1989
- 1980 : Gens d'Abitibi de Pierre Perrault (107 min)
- 1980 : Le Pays de la terre sans arbre de Pierre Perrault (111 min)
- 1980 : Plusieurs tombent en amour de Guy Simoneau (108 min)
- 1982 : La Bête lumineuse de Pierre Perrault (128 min)
- 1982 : Le Confort et l'Indifférence de Denys Arcand (109 min)
- 1983 : Mémoire battante d'Arthur Lamothe (168 min)
- 1983 : La Turlute des années dures de Richard Boutet et Pascal Gélinas (90 min)
- 1983 : Au rythme de mon cœur (en) de Jean Pierre Lefebvre (80 min)
- 1986 : La Grande allure de Pierre Perrault (133 min)
- 1986 : 10 jours... 48 heures de Georges Dufaux (85 min)
- 1989 : Olivier de Pierre Brochu (120 min)

## 1990-1999
- 1990 : Au Chic resto pop de Tahani Rached
- 1990 : Tête à têtes de Pierre Brochu (120 min)
- 1991 : Le Monde selon Clémence de Pierre Brochu (120 min)
- 1992 : Francoeur : Exit pour nomades de Pierre Bastien (75 min)
- 1992 : Le Steak de Pierre Falardeau et Manon Leriche (75 min)
- 1992 : Dix ans juste pour rire de Pierre Brochu (90 min)
- 1992 : Dodo, du coeur et du cran de Pierre Brochu (3X60 min)
- 1993 : André Mathieu, musicien de Jean-Claude Labrecque (80 min)
- 1993 : Le Vent des années 60 de Pierre Brochu (2 X 60 min)
- 1993 : Les Mots perdus de Marcel Simard (87 min)
- 1993 : Kanehsatake : 270 ans de résistance d'Alanis Obomsawin (119 min)
- 1994 : Duceppe de Pierre Brochu (90 min)
- 1995 : Ginette de Pierre Brochu (90 min)
- 1996 : Les Enfants d'un siècle fou de Pierre Brochu (2X60 min)
- 1997 : Tu as crié: Let me go d'Anne-Claire Poirier (98 min)
- 1997 : Le Lion du Canada de Pierre Brochu (60 min)
- 1997 : Denise Filiatrault de Pierre Brochu (90 min)
- 1998 : Connaître la suite de Pierre Brochu (60 min)
- 1998 : Joyeux anniversaire Sol de Pierre Brochu (60 min)
- 1999 : L'Erreur boréale de  Richard Desjardins et Robert Monderie (70 min)
- 1999 : Ti-Louis de Pierre Brochu (60 min)
- 1999 : Almanach 1999 de Denys Desjardins (48 min)

## 2000-2009
- 2000 : Traître ou patriote de Jacques Godbout (83 min)
- 2000 : Jean-Guy Moreau : Chasseur de têtes  de Pierre Brochu (2X60min)
- 2003 : Au pays de Fanfreluche de Brigitte Nadeau
- 2003 : À hauteur d'homme de Jean-Claude Labrecque (104 min)
- 2003 : Trenet au Canada  de Pierre Brochu (120 min)
- 2003 : Le voyageur sédentaire de Pierre Brochu (90 min)
- 2004 : Le Petit Jésus d'André-Line Beauparlant (78 min)
- 2005 : Projet Banlieue d'Alexis Côté, Martin L'Écuyer et Louis-Paul Legault (108 min)
- 2005 : 538 fois la vie de Céline Baril (92 min)
- 2005 : Hugo Girard : La Force d’un caractère de Pierre Brochu (60 min)
- 2005 : Louis Garneau : En équilibre de Pierre Brochu (60 min)
- 2006 : Au nom de la mère et du fils de Maryse Legagneur
- 2006 : La Classe de Madame Lise de Sylvie Groulx (92 min)
- 2006 : À force de rêves de Serge Giguère (85 min)
- 2006 : La Planète blanche de Thierry Piantanida et Thierry Ragobert (86 min)
- 2006 : L'Esprit des lieux de Catherine Martin (84 min)
- 2006 : L'Illusion tranquille de Joanne Marcotte (72 min)
- 2006 : Asiemut de Mélanie Carrier et Olivier Higgins (56 min)
- 2007 : Le Peuple invisible de Richard Desjardins et Robert Monderie (93 min)
- 2007 : Ghislain Picard : Innu  de Pierre Brochu (60 min)
- 2007 : Gilles Julien : L'Art de la pédiatrie  de Pierre Brochu (60 min)
- 2007 : Panache d'André-Line Beauparlant (90 min)
- 2007 : Le Voyage d'une vie de Maryse Chartrand (91 min)
- 2008 : Trisomie 21 : Défi Pérou, de Lisette Marcotte (90 min).
- 2008 : Marcel Béliveau, et si la vie était un gag de Pierre Brochu (60 min)
- 2008 : Michel Auger : Enquêteur de Pierre Brochu (60 min)
- 2009 : Les Petits géants d'Anaïs Barbeau-Lavalette et Émile Proulx-Cloutier (75 min)
- 2009 : Soeur Angèle de Pierre Brochu (60 min)
- 2009 : Nos Lacs, sous la surface de Pierre Brochu (110 min)

## 2010-2019

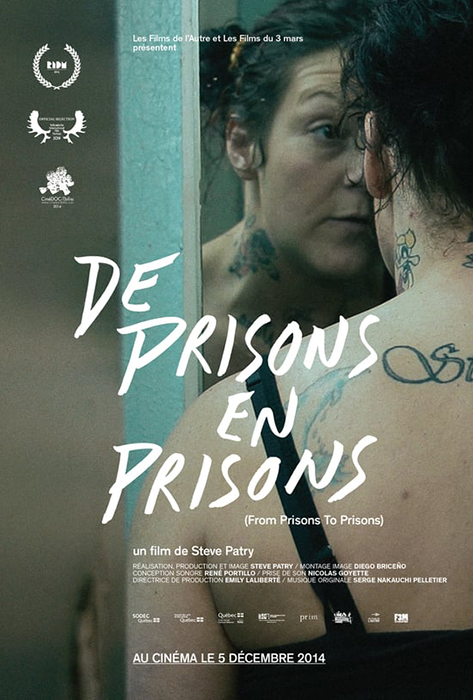
Affiche du documentaire De Prisons en prisons de Steve Patry (2014).

- 2010 : Chercher le courant de Nicolas Boisclair et Alexis de Gheldere
- 2011 : Trou story de Richard Desjardins et Robert Monderie (79 min)
- 2012 : Les Criminelles de Jean-Claude Lord
- 2012 : La Grande Invasion de Martin Frigon
- 2012 : Les États-Désunis du Canada de Michel Barbeau, Guylaine Maroist et Éric Ruel (84 min)
- 2012 : Québec : à la croisée des chemins de Martin L'Écuyer et Louis-Paul Legault (77 min)
- 2013 : Québékoisie de Mélanie Carrier et Olivier Higgins (81 min)
- 2014 : The Wanted 18 de Paul Cowan et Amer Shomali (75 min)
- 2014 : Poker de Pierre Brochu (90 min)
- 2014 : Chacun son combat de Pierre Brochu (90 min)
- 2014 : De Prisons en prisons de Steve Patry (85 min)
- 2015 : Pinocchio d'André-Line Beauparlant (75 min)
- 2015 : Le Plancher des vaches d'Anaïs Barbeau-Lavalette et Émile Proulx-Cloutier (75 min)
- 2015 : Ninth Floor (en) de Mina Shaum sur la Manifestation étudiante de l'Université Sir George Williams
- 2015 : Gamers : au-delà du jeu de Jean-Philippe Brochu (90 min)
- 2015 : God Save Justin Trudeau de Guylaine Maroist et Éric Ruel
- 2016 : Derby de démolition : une histoire de famille de Jean-Philippe Brochu (68 min)
- 2016 : Femmes de combat de Pierre Brochu (90 min)
- 2016 : Mira : Une histoire de coeur de Pierre brochu (68 min)
- 2017 : Main basse sur la ville (Cities Held Hostage) de Martin Frigon (45 min)
- 2017 : Bar académie de Pierre Brochu (68 min)
- 2017 : Culture Cosplay de Jean-Philippe Brochu (60 min et 90 min)
- 2017 : Expo 67: Mission Impossible de Guylaine Maroist, Éric Ruel et Michel Barbeau (68 min)
- 2017 : Les Terres lointaines de Félix Lamarche (98 min)
- 2018 : Ceux qui viendront, l'entendront de Simon Plouffe (77 min)
- 2019 : Le Dernier Nataq de Lisette Marcotte (75 min)
- 2020 : Briser le code de Nicolas Houde-Sauvé (52 min)

### 2016
| Film                                           | Réalisateur(s)                       | Sujet                                                     |
| ---------------------------------------------- | ------------------------------------ | --------------------------------------------------------- |
| An Eye for an Eye (Œil pour œil)               | Ilan Ziv                             | Mark Stroman                                              |
| Bienvenue à F.L.                               | Geneviève Dulude-De Celles           | Les jeunes de l'école secondaire Fernand-Lefebvre         |
| Le Chantier des possibles                      | Ève Lamont                           | Pointe-Saint-Charles                                      |
| Chez les géants                                | Aude Leroux-Lévesque, Sébastien Rist | Paulusie, un jeune Inuk                                   |
| La Démolition familiale                        | Patrick Damien                       | Christopher et Marika de Bellechasse                      |
| Le Goût d'un pays                              | Francis Legault                      | Gilles Vigneault et Fred Pellerin                         |
| Histoire hippie                                | Jean-André Fourestié                 | Martin Stone                                              |
| Montréal New Wave                              | Erik Cimon                           | La musique new wave à Montréal                            |
| Nous autres, les autres                        | Jean-Claude Coulbois                 | La société québécoise                                     |
| Oncle Bernard - L'anti-leçon d'économie        | Richard Brouillette                  | Bernard Maris                                             |
| Parfaites                                      | Jérémie Battaglia                    | Natation synchronisée                                     |
| Le Peuple interdit                             | Alexandre Chartrand                  | L'indépendantisme catalan                                 |
| Police Académie                                | Mélissa Beaudet                      | L'École nationale de police du Québec                     |
| Roger D'Astous                                 | Étienne Desrosiers                   | Roger D'Astous                                            |
| Un Américain                                   | Pierre Marier                        | Raymond Luc Levasseur                                     |
| Une nuit sans lune : Boat People, 40 ans après | Thi Be Nguyen, Marie Hélène Panisset | Les Boat-people de Montréal                               |
| Un homme de danse                              | Marie Brodeur                        | Vincent Warren                                            |
| Les Vaillants                                  | Pascal Sanchez                       | Les habitants d'un HLM de Montréal                        |
| Volver a Cuba (Retour à Cuba)                  | David Fabrega                        | Barbara Ramos, une Cubaine expatriée                      |
| Waseskun                                       | Steve Patry                          | Waseskun, institut de réinsertion social pour autochtones |

### 2017
| Film             | Réalisateur(s)                          | Sujet                                                          |
| ---------------- | --------------------------------------- | -------------------------------------------------------------- |
| Bras de fer      | Jean-Laurence Seaborn, Jonathan Seaborn |                                                                |
| Bagages          | Paul Tom                                | Les jeunes de l'École Secondaire Paul-Gérin-Lajoie d’Outremont |
| Ta peau si lisse | Denis Côté                              |                                                                |

### 2018
| Film                 | Réalisateur(s)           | Sujet                                     |
| -------------------- | ------------------------ | ----------------------------------------- |
| La Terre vue du cœur | Iolande Cadrin-Rossignol | Hubert Reeves, Frédéric Lenoir, Mario Cyr |